# Большой Толкай (село)
 Большой Толкай (эрз. Покш Толкан) — село в Похвистневском районе Самарской области. Административный центр и единственный населенный пункт сельского поселения Большой Толкай.

## География
Находится на расстоянии примерно 19 километров по прямой на юго-запад от районного центра города Похвистнево.

## История
Основано в 1755 году. В 1756 году в селе насчитывалось 138 жителей. В 1858 году в Большом Толкае построена Козьма-Дамианская церковь. В советское время работали  колхозы «Совет», «Знамя Октября», «Путь к коммунизму».

## Население
Постоянное население составляло 1944 человек (мордва 77%) в 2002 году, 1718 в 2010 году.

## Известные уроженцы
- Тимофей Алексеевич Раптанов — эрзянский прозаик и журналист. Основоположник современного эрзянского романа и повести.